# 良十一世
良十一世（拉丁語：Leo PP. XI；1535年6月2日—1605年4月27日）原名亚历山大·德·美第奇（義大利語：Alessandro de' Medici），1605年4月1日當選教宗，同年4月10日即位至同年4月27日為止，在位僅僅二十七日，是天主教歷史上在位時間第九短的教宗。其母系為美第奇家族有關（他的外祖母是卢克丽热·德·美第奇），父亲之前是義大利中部塔斯卡尼的大公，可能也是美第奇家族的远亲。由於母親的反對，教宗在其母死後才成為教士。
他擔任教宗庇護五世的大使的職務十五年，1573年，教宗額我略十三世派遣他成為塔斯卡尼教區主教，1574年成為佛羅倫斯總教區總主教，1583年晉升為樞機。1596年，教宗克勉八世派遣他為駐法大使，那時瑪麗·德·美第奇是法國的王后。他是菲利浦·內里的朋友和弟子。1605年3月14日，在克勉八世逝世十一日之後，六十二位樞機舉行教宗選舉秘密會議，法國國王亨利四世花費了300,000法郎來遊說樞機團選擇良十一世，在眾多著名的候選人之中，最為了不起的是史學家Baronius和著名的Jesuit controversialist主教Bellarmine。但良十一世所領導的義大利籍的主教與法國主教結盟，使他達到當選教宗的票數。良十一世的當選使西班牙國王腓力三世非常失望。1605年4月1日，他当选教宗並取名為良十一世，然而他当选之後在該月內病逝了。

良十一世之教宗牧徽

## 譯名列表
- 良十一世：天主教香港教區禮儀委員會：禧年專頁 （页面存档备份，存于）、香港天主教教區檔案　歷任教宗作良。
- 利奧十一世、列奧十一世或萊奧十一世：《世界人名翻譯大辭典》1993年版作利奧。